# На березі (фільм, 1959)
На березі (англ. On the Beach) — американський постапокаліптичний фантастичний фільм 1959 року режисера Стенлі Крамера. Екранізація роману Невіла Шюта «На березі» 1957 року, який описує наслідки ядерної війни. На відміну від роману, в кінострічці нікого не звинувачують у розв'язанні війни, яка пояснює глобальне знищення страхом, поєднаним із випадковістю або помилковим судженням.

## Сюжет
Після глобальної ядерної війни жителі Австралії повинні змиритися з тим, що все живе буде знищеним за декілька місяців. Дія фільму розгортається в 1964 році в спустошеному ядерною війною світі, де хмара радіоактивного пилу насувається на останній континент — Австралію. Дивом врятований американський атомний підводний човен прибуває до Мельбурна, і його капітан Двайт Тауерс (Грегорі Пек) отримує завдання перевірити обнадійливі теорії вчених.

## Ролі виконують
- Грегорі Пек — Двайт Лайонел Таверс, командир підводного човна типу «Гато»
- Ава Гарднер — Мойра Девідсон, австралійська кохана Тауерса
- Фред Астер — Джуліан Осборн, австралійський вчений
- Ентоні Перкінс — лейтенант-командувач Пітер Голмс, Королівський флот Австралії
- Донна Андерсон[en] — Мері Голмс, дружина Пітера
- Джон Тейт[en] — адмірал Брайді, Королівський флот Австралії

## Навколо фільму
- Фільм був знятий в 1959 році, коли протягом одного року (4 липня 1959 — 4 липня 1960) на прапорі США було 49 зірок. У початковій сцені можна побачити 49-зірковий прапор, що майорить над підводним човном.[1]
- З цього фільму Фред Астер розпочав свою немузичну кар'єру драматичного актора. Стенлі Крамер не міг вирішити, кого взяти на цю роль, поки його дружина не запропонувала Астера під час перегляду одного з його фільмів по телевізору.
- Розповідають, що охоронцям на обох кінцях мосту Золота Брама платили по 500 доларів за зупинку автомобілів на хвилину, щоб зфільмувати кадри порожнього мосту.
- Світова прем'єра фільму відбулася 17 грудня 1959 року в більше ніж 20 містах світу, зокрема в Москві. Це була перша прем'єра американського фільму в Радянському Союзі. Спеціальна прем'єра в Москві відбулася в робітничому клубі, на якій були присутні 1200 радянських високопоставлених осіб, представники іноземної преси, дипломати та посол США Ллевелін Томпсон[en]. Грегорі Пек з дружиною їздили на прем'єру до Радянського Союзу.
- Міністерство оборони США та ВМС США відмовилися співпрацювати у виробництві цього фільму, включаючи доступ до атомного підводного човна. Це змусило для виробництва фільму використати неатомну дизель-електричний підводний човен Королівського флоту. (Підводні човни Британського королівського флоту базувалися в Австралії до 1967 року, коли Королівський флот Австралії ввів в експлуатацію власні підводні човни.) Королівський флот Австралії надав додаткові ресурси, включно з використанням бойових кораблів Королівського військово-морського флоту Австралії. Зовнішня частина військово-морської бази була знята на військово-морській верфі Вільямстауна

## Нагороди
- 1959 Премія «Золотий глобус» Голлівудської асоціації іноземної преси:
  - Премія «Золотий глобус» за найкращу музику до фільму — Ернест Голд
- 1960 Премія БАФТА, Британської академії телебачення та кіномистецтва:
  - Премія Організації Об'єднаних Націй — за найкращий фільм, що втілює один або декілька принципів Статуту ООН 1960 року — Стенлі Крамер[2]
- 1960 Премія «Голуба стрічка» товариства кіножурналістів і кінокритиків Токіо (Blue Ribbon Awards):
  - за найкращий іноземний фільм (Blue Ribbon Awards for Best Foreign Film[en]) — Стенлі Крамер
- 1960 Премія Національної ради кінокритиків США:
  - Найкращі десять фільмів[en] — N 9.